# Spurs d'Austin
Les Spurs d'Austin (Austin Spurs en anglais) sont une équipe de la NBA Gatorade League, ligue américaine mineure de basket-ball créée et dirigée par la NBA. L'équipe est domiciliée à Cedar Park (Texas).

## Historique

### Les Riverdragons de Columbus
Le 30 mai 2001, l’annonce tombe : Columbus va avoir sa franchise dans la toute nouvelle NBDL. L’équipe va jouer dans le Columbus Civic Center, une salle de presque 7 700 places en configuration basket. Un mois plus tard, le 28 juin, Jeff Malone est choisi pour être le premier entraîneur. Ancien bon joueur NBA, il arrive après avoir entraîné les Stars de Trenton en IBL.
La première saison commence bien, car l’équipe remporte quatre de ses six premiers matchs. Tremaine Fowlkes, avec ses 18,2 points et 6,3 rebonds, est le tout premier élu joueur du mois de la ligue, pour novembre 2001. Il est d’ailleurs quelques mois plus tard le premier joueur de NBDL à faire partie d’un cinq majeur NBA, avec les Clippers de Los Angeles,. Les Riverdragons terminent cette première année en troisième position, et sont éliminés au premier tour des playoffs par le Groove de Greenville. Pourtant il aurait pu en être autrement. Columbus joue à Greenville avec un avantage psychologique, ayant remporté ici les quatre dernières confrontations. De plus, alors qu’ils sont menés d’un point et que Ray Tutt vient de s’être fait contrer par Thomas Hamilton, John Strickland récupère la balle et est victime d’une faute à 1,4 seconde du terme. Strickland rate ses deux lancers, et le rebond est récupéré par Tutt qui se fait à nouveau contrer par Hamilton ! Il reste alors 0,2 seconde, et la tentative d’alley-hoop est aussi ratée, synonyme d’élimination 79 à 78.
Le scénario est moins rose pour 2002-2003, bien que l’exercice commence par trois succès en quatre matchs. L’équipe n’arrive pas à être adroite dans des secteurs clefs, tels les lancers-francs. Cela lui coûte quelques matchs, notamment certains en prolongation. Et même si Nate Johnson (19,5 points) et Tang Hamilton (15,5 points et 9,0 rebonds) assurent, le mois de février enterre leurs espoirs. Ils disputent sept de leurs huit matchs à l’extérieur, et en perdent six… Bien que sur l’année ils soient premiers aux rebonds (39,5) et qu’ils perdent le moins de balles dans la ligue (14,1 turnovers), ils terminent sixièmes au classement, non qualifiés,,.
2003-2004 est encore pire, et Columbus est cette fois dernier au classement. L’effectif est moins stable que les saisons précédentes, et à part peut-être Sedric Webber aucun joueur ne se détache. Le 29 mars toutefois, ils battent trois records de l’équipe : le plus grand nombre de points (123), de paniers (45), et de points sur un quart temps (41).
2004-2005 est l’exact opposé. L’équipe commence la saison en fanfare, remportant 10 de ses 11 premiers matchs. Plusieurs joueurs se distinguent. Ricky Minard par exemple est nommé meilleur joueur du mois de décembre. Derrick Zimmerman quant à lui est choisi meilleur défenseur de l’année au mois d’avril. Ils finissent en tête de la ligue, et favoris logiques pour les playoffs. Grâce aux 3 points de Reed Rawlings, le Dazzle de Roanoke est passé en demi-finale, 96 à 89. Mais c’est une autre histoire en finale contre l’Altitude d’Asheville. Ils se font démolir 90 à 67, avec un difficile 29 à 10 lors du dernier quart temps,,,.
Début mai 2005, la NBA tire les enseignements des premières années et l’objectif initial de 4000 spectateurs de moyenne est loin d’être atteint. Trois villes perdent alors leur équipe, et Columbus en fait partie. Les Riverdragons ne sont plus, ils déménagent à Austin dans le Texas.

### Les Toros d’Austin indépendants
C’est le 10 août que les premières informations tombent, avec le nouveau nom, les Toros d’Austin, et les nouvelles couleurs.
La page continue de se tourner et Jeff Malone, présent lors des quatre premières saisons, n’est pas conservé. Le 23 août il part pour prendre en main le Flame de la Floride. Entre-temps, le 19 est officialisée l’arrivée de Dennis Johnson pour le remplacer. Il arrive du Flame de Florida, qu’il entraînait l’an passé.
Ils vont passer deux années sans saveur à jouer à l’Austin Convention Center. La première pourtant aurait pu être meilleure… Ils terminent à seulement un match des playoffs, avec dans leurs rangs de bons joueurs. Marcus Fizer (22,7 points et 7,8 rebonds) est nommé meilleur joueur de la saison en D-League, tandis que Ramel Curry l’aide avec 16,8 points. L’an d’après, toujours sous Denis Johnson, ils finissent avant-derniers de leur division, malgré les 19,9 points de BJ Elder… ,,

### Les Toros des Spurs: l’ère Snyder
En juin 2007, nouveaux changements de direction.
Le 06, Dennis Johnson est remplacé sur le banc par Quin Snyder, qui arrive du monde universitaire.
Le 28, l’équipe d’Austin est revendue aux Spurs de San Antonio, et devient la seconde de l’histoire à être complètement détenue par une franchise NBA, après les D-Fenders de Los Angeles.
L’effet Spurs joue dès la saison suivante, 2007-2008. Avec des joueurs tels que Keith Langford (24,6 points) ou encore Ian Mahinmi (16,8 points et 8,0 rebonds), ils dominent la southwestern division. Ils parviennent même jusqu’en finale des playoffs, et remportent le premier match. Le vent tourne lors du second, lorsque Cory Violette (it) rentre deux lancers francs pour passer devant à 21 secondes du terme. Leur adversaire, le Stampede de l’Idaho, égalise alors dans la série, 90 à 89. Le 25 avril, lors de la manche décisive, Cory Violette frappe encore et les siens sont en tête à la mi-temps, 55 à 46. Devant 4124 spectateurs, les Toros subissent alors quatre paniers consécutifs à trois points de Mike Taylor. C’en est trop, et les espoirs de titre s’envolent une nouvelle fois,,.
Ils récidivent en 2008-2009, malgré un effectif complètement instable. Sur l’exercice, ils perdent ainsi pas moins de 10 joueurs de calibre NBA : Marcus Williams, Pops Mensah-Bonsu, Andre Brown (en), DeMarcus Nelson, Malik Hairston, Anthony Tolliver, Blake Ahearn, Ian Mahinmi et Charles Gaines. Cela ne les empêche pas d’améliorer leur bilan établi l’année d’avant, bien qu’étant seulement seconds de leur division. Lors des playoffs, ils éliminent tout d’abord le Stampede de l’Idaho après prolongation, grâce aux performances de marcus Williams (33 points) et Malik Hairston (34 points) qui passent 53 minutes sur le parquet. En demi-finale, ce sont les 14ers du Colorado qui sont les plus forts, remontant 11 longueurs de retard pour finalement s’imposer. Austin est éliminé, 114 à 111. Pour ces bonnes performances, Quin Snyder est choisi comme entraîneur de l’année,,.
Le bilan en saison régulière 2009-2010 est exactement le même. En playoffs, le premier tour est remporté 2 à 1 contre les Wizards du Dakota. En demi-finale, ce sont les Vipers de Rio Grande Valley qui prennent le dessus, 2 à 1. Malik Hairston s’est montré dominant lors de son court passage, 29,1 points en 15 matchs, tandis que Alonzo Gee (21,3 points) et Curtis Jerrells (20,7 points) ont assuré. Sur 48 rencontres, Dwayne Jones compile 17,6 points mais surtout 16,1 rebonds de moyenne.

### Nouvelle ère
Le 11 juin 2010, Quin Snyder rejoint les 76ers de Philadelphie, intéressés par ses capacités à développer les jeunes joueurs. À sa place arrive Brad Jones. En parallèle, ils annoncent le 9 août 2010 qu’ils joueront désormais au Cedar Park Center, une salle d’une capacité de 4672 places en configuration basket-ball. Sur le terrain c’est plus compliqué, et l’équipe ne parvient pas à d’aussi bons résultats que les années précédentes. Pour la première fois depuis quatre ans, ils manquent les playoffs.
Après une année pour prendre ses marques, Brad Jones est toujours sur le banc pour la saison 2011-2012. Sous sa coupe Austin retrouve les sommets et la seconde place. Ils sont emmenés par Justin Dentmon, qui assure 22,9 points de moyenne. Dentmon laisse sa trace dans le Texas, car il est nommé meilleur joueur D-League de l’année, et meilleur meneur. La franchise retourne en finale, face aux D-Fenders de los Angeles. Après un premier succès de Los Angeles à l’extérieur, 109 à 101 après prolongation, les Toros se sont vengés sur le terrain des D-Fenders 79 à 58. Lors de la manche décisive toujours en Californie, Eric Dawson, joueur d’impact de l’année, plante 21 points et s’empare de 10 rebonds. Les Toros la jouent collectifs, car six d’entre eux, dont le cinq majeur, inscrivent plus de 10 points. Sur le score de 122 à 110, ils remportent enfin un dernier succès, et le premier titre de la franchise,.
En fin de saison, Brad Jones démissionne pour devenir assistant au Jazz de L’Utah. Le 14 septembre, son ancien assistant Taylor Jenkins est nommé pour le remplacer,. Ayant passé déjà quatre saisons au sein de l’organisation, il connaît parfaitement les systèmes utilisés. Il a de plus à disposition des joueurs tels que Justin Dentmon et Cory Joseph. Avec 27 victoires pour 23 défaites, ils ne font pas aussi bien que les années précédentes. Ils parviennent tout de même jusqu’en demi-finale, mais tombent 2 à 0 face aux Warriors de Santa Cruz,,.
Nouveau changement d’entraîneur avant la saison 2013-2014. Taylor Jenkins est amené à rejoindre le staff des Hawks d'Atlanta. De fait, c’est Ken McDonald qui prend le relais. A nouveau, c’est une promotion en interne qui est privilégiée, car le second était l’an dernier l’assistant du premier,. Les Toros terminent avec un bilan négatif, ne se qualifiant pas pour les playoffs.

### Les Spurs d’Austin
Le 15 octobre 2014, la franchise annonce vouloir renforcer sa marque, et change de nom pour devenir les Spurs d’Austin. L’une des raisons invoquées est le manque de reconnaissance des Toros, dont l’appellation ne parle pas aux nouveaux habitants qui arrivent sans cesse en ville. Ils veulent capitaliser sur la marque « Spurs », pour attirer plus que les 2 000 spectateurs qui viennent habituellement à la salle,.
Ken McDonald est toujours là, et mène l’équipe à deux finales de conférence consécutives. Les deux exercices peuvent être mis en parallèle : Austin remporte à chaque fois la division SouthWest, les deux fois avec au moins 60 % de victoires. Le premier tour des playoffs est ensuite passé 2 succès à 1, avant une élimination lors des finales de conférence, là aussi 2 à 1.
Après une saison 2016-2017 un ton en dessous, Blake Ahearn prend la suite de McDonald sur le banc des Spurs. S’il a bien connu la ligue, ayant joué pour pas moins de six franchises de G-League, il n’a eu jusqu’ici qu’une expérience limitée du rôle d'entraîneur, ayant entraîné deux saisons dans un lycée de Saint Louis. Il réalise d’excellents débuts avec sa nouvelle équipe. Il bénéficie pour cela de deux très bons rookies, Derrick White (20,1 points) et Jaron Blossomgame (16,5 points et 8,1 rebonds). De plus, pour la G-League, la formation bénéficie d’une très bonne défense. Ainsi, après avoir remporté leur division avec 64 % de victoires, ils poursuivent leur route jusqu’aux finales faces aux Raptors 905. Grâce à leur protection du cercle, ils maintiennent leurs adversaires à 76 points lors de la deuxième rencontre, et pas un seul des joueurs adverses ne dépasse les douze points. Sans véritable suspense, ils remportent le second titre de l’histoire de la franchise,,,.
Pour 2018-2019, certains s’attendent à voir Austin briller à nouveau, car certains doivent normalement être de retour, comme Derrick White ou Blossomgame. Cependant, les circonstances font que ce n’est pas tout à fait le cas. Les joueurs majeurs ne jouent pas la moitié des matchs de l’équipe, qui a bien du mal à maintenir son niveau. Avec seulement 20 victoires, ils terminent la saison avec 40 % de victoires, loin des playoffs.
En début de saison 2019-2020, Matt Nielsen et Reece Gaines sont nommés assistants de Blake Ahearn. Les Spurs retrouvent leur niveau habituel, sous l’impulsion de Keldon Johnson (20,3 points) et d’un Chimezie Metu qui progresse bien pour sa deuxième année, 17,9 points et 9,1 rebonds. Troisièmes de la conférence ouest avec 24 succès pour 18 revers, la coupure liée au Covid-19 vient mettre un terme prématuré à leurs ambitions,.

### Logos

Ancien logo (2001-2005)
Ancien logo (2005-2007)
Ancien logo (2007-2014)
Logo depuis 2014

## Résultats sportifs

### Palmarès
| NBA Gatorade League                                  |
| - NBA Gatorade League : - Vainqueur : 2 (2012, 2018) |

### Saison par saison
| Saison                    | Division                  | Saison régulière          | Saison régulière | Saison régulière | Saison régulière | Résultats en playoffs |
| Saison                    | Division                  | Position                  | Victoires        | Défaites         | %                | Résultats en playoffs |
| ------------------------- | ------------------------- | ------------------------- | ---------------- | ---------------- | ---------------- | --------------------- |
| Riverdragons de Columbus  |                           |                           |                  |                  |                  |                       |
| 2001–2002                 |                           | 3e                        | 31               | 25               | .554             | Demi-finales          |
| 2002–2003                 |                           | 6e                        | 23               | 27               | .460             | -                     |
| 2003–2004                 |                           | 6e                        | 18               | 28               | .391             | -                     |
| 2004–2005                 |                           | 1er                       | 30               | 18               | .625             | Finaliste             |
| Toros d'Austin            |                           |                           |                  |                  |                  |                       |
| 2005–2006                 |                           | 6e                        | 24               | 24               | .500             | -                     |
| 2006–2007                 | Eastern                   | 5e                        | 21               | 29               | .420             | -                     |
| Toros d'Austin            |                           |                           |                  |                  |                  |                       |
| 2007–2008                 | Southwestern              | 1er                       | 30               | 20               | .600             | Finaliste             |
| 2008–2009                 | Southwestern              | 2e                        | 32               | 18               | .640             | Demi-finales          |
| 2009–2010                 | Western                   | 2e                        | 32               | 18               | .640             | Demi-finales          |
| 2010–2011                 | Western                   | 8e                        | 22               | 28               | .440             | -                     |
| 2011–2012                 | Western                   | 2e                        | 33               | 17               | .660             | Vainqueur             |
| 2012–2013                 | Central                   | 2e                        | 27               | 23               | .540             | Demi-finales          |
| 2013–2014                 | Central                   | 6e                        | 19               | 31               | .380             | -                     |
| Spurs d'Austin            |                           |                           |                  |                  |                  |                       |
| 2014–2015                 | Southwest                 | 1er                       | 32               | 18               | .640             | Demi-finales          |
| 2015–2016                 | Southwest                 | 1er                       | 30               | 20               | .600             | -                     |
| 2016–2017                 | Southwest                 | 4e                        | 25               | 25               | .500             | -                     |
| 2017-2018                 | Southwest                 | 1er                       | 32               | 18               | .640             | Vainqueur             |
| 2018–2019                 | Southwest                 | 4e                        | 20               | 30               | .400             | -                     |
| Bilan en saison régulière | Bilan en saison régulière | Bilan en saison régulière | 481              | 417              | .536             |                       |
| Bilan en playoffs         | Bilan en playoffs         | Bilan en playoffs         | 26               | 20               | .565             |                       |

## Personnalités et joueurs du club

### Entraîneurs successifs
Le tableau suivant présente la liste des entraîneurs du club depuis 2001.
| #                        | Entraîneur        | Période   | Saison régulière | Saison régulière | Saison régulière | Saison régulière | Playoffs | Playoffs | Playoffs | Playoffs | Récompenses            |
| #                        | Entraîneur        | Période   | M                | V                | D                | %                | M        | V        | D        | %        | Récompenses            |
| ------------------------ | ----------------- | --------- | ---------------- | ---------------- | ---------------- | ---------------- | -------- | -------- | -------- | -------- | ---------------------- |
| Riverdragons de Columbus |                   |           |                  |                  |                  |                  |          |          |          |          |                        |
| 1                        | Jeff Malone       | 2001-2005 | 200              | 102              | 98               | .510             | 5        | 2        | 3        | .400     |                        |
| Toros d'Austin           |                   |           |                  |                  |                  |                  |          |          |          |          |                        |
| 2                        | Dennis Johnson    | 2005-2007 | 98               | 45               | 53               | .459             | -        | -        | -        | -        |                        |
| Toros d'Austin           |                   |           |                  |                  |                  |                  |          |          |          |          |                        |
| 3                        | Quin Snyder       | 2007-2010 | 150              | 94               | 56               | .627             | 12       | 6        | 6        | .500     |                        |
| 4                        | Brad Jones        | 2010-2012 | 100              | 55               | 45               | .550             | 9        | 6        | 3        | .667     | Champion D-League 2012 |
| 5                        | Taylor Jenkins    | 2012-2013 | 50               | 27               | 23               | .540             | -        | -        | -        | -        |                        |
| 6                        | Ken McDonald      | 2013-2014 | 50               | 19               | 31               | .380             | -        | -        | -        | -        |                        |
| Spurs d'Austin           |                   |           |                  |                  |                  |                  |          |          |          |          |                        |
| 6                        | Ken McDonald      | 2014-2017 | 150              | 87               | 63               | .580             | 12       | 6        | 6        | .500     |                        |
| 7                        | Blake Ahearn      | 2017-2020 | 100              | 52               | 48               | .520             | 4        | 4        | 0        | 1.00     | Champion G-League 2018 |
| 8                        | Matt Nielsen (en) | 2020-2021 | 15               | 10               | 5                | .667             | 1        | 0        | 1        | .000     |                        |
| 9                        | Petar Božić (en)  | 2021-2023 | 64               | 21               | 43               | .328             | -        | -        | -        | -        |                        |
| 10                       | Will Voigt        | 2023-     | -                | -                | -                | -                | -        | -        | -        | -        |                        |

### Joueurs emblématiques
- Lance Thomas
- Alonzo Gee
- Jonathon Simmons
- Danny Green
- Marcus Fizer
- Gerald Green
- Ramel Curry
- Carldell Johnson
- Keith Langford
- Ryan Ayers
- Dexter Pittman
- Jay Williams
- Eric Dawson
- James White
- Darius Washington
- Bradley Wanamaker
- Marcus Williams
- Pops Mensah-Bonsu
- Ian Mahinmi
- Nando de Colo
- Livio Jean-Charles
- Aron Baynes
- Walter Tavares
- Boban Marjanović